# Constantinos Christophorou
Constantinos Christophorou, född 25 april 1977 i Limassol på Cypern, är en cypriotisk sångare.
Constantinos tävlade i Eurovision Song Contest 2005 med den egenskrivna låten "Ela Ela", vilket var tredje gången han är med i tävlingen. Tidigare har han tävlat 1996 med låten "Mono Gia Mas" (slutade på nionde plats), och 2002 i pojkbandet One med låten "Gimme", som slutade på sjätte plats.

## Diskografi
- 2003 – I Agapi Sou Paei
- 2004 – Idiotiki Parastasi
- 2005 – Idiotiki Parastasi Euro Edition